# Setovelleda aberrans
Setovelleda aberrans là một loài bọ cánh cứng trong họ Cerambycidae.